# Child of Eden
Child of Eden è un videogioco musicale creato da Tetsuya Mizuguchi, sviluppato da Q Entertainment e pubblicato da Ubisoft. Il gioco è stato annunciato durante la E3 2010 ed è stato uno dei primi giochi della Xbox 360 con il supporto per Kinect. Oltre alla console di Microsoft, è stata prodotta anche per la Playstation ed è compatibile con il PlayStation Move. Le musiche del gioco sono del gruppo musicale Genki Rockets.

## Trama
Lumi è una ragazza nata l'11 settembre 2019 a bordo della Stazione Spaziale, la prima del suo genere. Essendo sempre vissuta nello spazio, Lumi non è mai stata sulla Terra e sogna un giorno di poterci andare; mandando le canzoni che lei compone agli abitanti del pianeta, lei comunica a loro le sue sensazioni ed emozioni. Alla sua morte il suo corpo viene conservato e i suoi ricordi registrati e archiviati.
Nel corso degli anni intanto gli esseri umani fanno passi da gigante nel campo dello spazio fino a creare Eden, un mondo di internet a livello universale. Eden viene descritto come "una fontana dove tutte le conoscenze fioriscono", un mondo creato apposta per quelle persone che come Lumi non hanno mai avuto la possibilità di mettere piede sulla terra e di entrare in contatto con la cultura terrestre.
Nel 23 secolo gli scienziati tentarono di ricreare una persona all'interno di Eden usando la memoria e il corpo di Lumi, chiamando questo esperimento "Progetto Lumi". Ma proprio mentre viene ricreata e risvegliata all'interno del nuovo mondo, Lumi viene attaccata e catturata da un virus sconosciuto.

## Modalità di gioco
Diverse meccaniche vengono riprese da un videogioco sempre di Mizuguchi, Rez, dove Child of Eden ne è considerato il prequel della storia. In entrambi i giochi, il giocatore doveva sparare e neutralizzare diversi obiettivi i quali producevano melodie e suoni alla loro distruzione. Per annientarli il giocatore ha a disposizione uno sparo a raffica, che serve anche per colpire i nemici e i proiettili colorati di viola, gli unici che si dirigono verso il giocatore per colpirlo, e una serie di otto missili con lock per annientare quelli arancioni. Il gioco è compatibile con Kinect e PlayStation Move: utilizzandolo, il giocatore può mirare i nemici muovendo la mano e batterle per cambiare arma, ma può essere usato anche il controller tradizionale. Il gioco presenta cinque livelli, chiamati Archivi, ognuno dei quali con una differente colonna sonora. Essi sono: Matrice, Evoluzione, Bellezza, Passione e Viaggio. Ognuno di questi livelli è rigiocabile.

## Colonna sonora
Tutte le musiche del gioco sono state composte e interpretate dai Genki Rockets, il gruppo musicale dello stesso Tetsuya Mizuguchi. Inoltre Lumi, la bella protagonista del gioco, è anche la starlette del gruppo, tanto che sia la copertina del primo album, sia alcuni video di Genki Rockets esibiscono la ragazza virtuale nel ruolo di cantante.

## Accoglienza
La rivista Play Generation diede alla versione per PlayStation 3 un punteggio di 85/100, apprezzando l'affascinante stile grafico e la musica trascinante e come contro il rischio di non durare molto se al giocatore non interessava ottenere un buon risultato, finendo per trovarlo un gioco che regalava un'esperienza sensoriale di raro fascino con una struttura semplice ma avvincente, ma non era un gioco per tutti.